# Антропогени биоми
Антропогени биоми, такође познати као антроми, људски биоми или биоми интензивног коришћења земљишта, описују копнену биосферу (биоме) у њеном савременом, човеком измењеном облику користећи глобалне екосистемске јединице дефинисане глобалним обрасцима одрживе директне људске интеракције са екосистемима.

## Порекло и еволуција појма
Антроме су први назвали и мапирали Ерле Елис и Навин Раманкути у свом раду из 2008. „Постављање људи на мапу: Антропогени биоми света“.
У недавној глобалној класификацији екосистема, антропогени биоми су уграђени у неколико различитих функционалних биома у копненом и слатководном царству, а додатне јединице су описане за слатководно, морско, подземно и прелазно подручје како би се створио свеобухватнији опис свих екосистема. створене и одржаване људским активностима. Биом интензивног коришћења земљишта обухвата пет различитих функционалних група копненог екосистема: пашњаке, усеве, плантаже, урбане и полу-природне функционалне групе екосистема. Биом вештачких мочвара у слатководном царству укључује велике резервоаре и друге изграђене мочваре, пиринчана поља, аквафарме и мреже канала и јаркова. Антропогени морски биом у морском царству укључује потопљене вештачке структуре и морске аквафарме. Антропогени биом подземних празнина укључује индустријска ископавања или вештачке системе налик пећинама. Постоје два додатна биома у прелазима између домена: антропогени биом обале укључује вештачке обале; антропогени подземни слатководни биом укључује водоводне цеви, подземне канале и поплављене руднике.

## Антропогена трансформација биосфере
Више од једног века, биосфера се описује у смислу јединица глобалног екосистема које се називају биоми, а то су типови вегетације попут тропских прашума и травњака који се идентификују у односу на глобалне климатске обрасце. Узимајући у обзир да су људске популације и њихово коришћење земљишта фундаментално променили глобалне обрасце облика екосистема, процеса и биодиверзитета, антропогени биоми пружају оквир за интеграцију људских система са биосфером у антропоцену.

### Пре 1700
Људи су мењали екосистеме откако смо еволуирали. Докази сугеришу да су наши преци палили земљу да би је очистили пре милион година. Пре 600.000 година, људи су користили копља за убијање коња и других великих животиња у Великој Британији и Кини. Током протеклих десетина хиљада година, људи су у великој мери променили биљни и животињски свет широм света, од тога који тип дивљих животиња и биљног света доминира до тога који тип екосистема доминира. Примери укључују Индијанце; они су мењали шуму, спаљивали земљу да би је искрчили, насељавали у градове, нарушавајући шуме и друге екосистеме, и градили споменике који су захтевали померање великих количина земље, као што су споменици Цахокиа. Више примера су цивилизације античког света; копали су велике количине материјала, правили путеве, а посебно су Римљани при копању олова испуштали велике количине живе и олова у ваздух. Недавна студија је показала да је скоро три четвртине Земљиног копна већ било насељено и преобликовано људским друштвима још пре 12.000 година. Археолошки докази откривају да су људска друштва трансформисала пејзаже кроз различите облике коришћења земљишта широм света више од 10.000 година, остављајући већину трансформисаном од ловаца-сакупљача, фармера и сточара пре 3000 година.

### Пољопривреда (1700 – данас)
Људи су мењали екосистеме од пре него што се пољопривреда први пут развила, а како је људска популација расла и постала технолошки напреднија током времена, коришћење земљишта у пољопривредне сврхе се значајно повећало. Антропогени биом 1700-их година, пре индустријске револуције, био је сачињен углавном од дивље, нетакнуте земље, без људског насеља које би реметило природно стање. У овом временском периоду, већина Земљине земље без леда састојала се од дивљих подручја и природних антрома, а тек након индустријске револуције у 19. веку коришћење земљишта за пољопривреду и људска насеља почело је да се повећава. Са напредовањем технологије и процесима производње који су постајали ефикаснији, људска популација је почела да напредује, а касније је захтевала и користила више природних ресурса. До 2000. године, преко половине Земљине земље без леда трансформисано је у пашњаке, обрадиве површине, села и густа насеља, што је мање од половине Земљиног земљишта оставило нетакнуто. Антропогене промене између 1700. и 1800. биле су далеко мање од оних у наредним вековима, и као таква стопа промена се временом повећавала. Као резултат тога, 20. век је имао најбржу стопу трансформације антропогеног екосистема у последњих 300 година.

### Расподела земљишта
Како се људска популација кроз историју стално повећавала, употреба природних ресурса и земљишта је почела да се повећава, а дистрибуција земљишта које се користи за различите пољопривредне и насеобинске сврхе почела је да се мења. Коришћење земљишта широм света трансформисано је из свог природног стања у земљиште које се користи за пољопривреду, насеља и пашњаке за одржавање становништва и његових растућих потреба. Расподела земљишта међу антромима је претрпела помак од природних антрома и дивљих предела ка антромима које су данас изменили људи. Сада, најнасељенији антроми (густа насеља и села) чине само мали део глобалне земље без леда. Од 1700. до 2000. године, земљиште које се користи за пољопривреду и градска насеља значајно се повећава, али се површина коју заузимају пашњаци још брже повећава, тако да постаје доминантан антром у 20. веку. Као резултат тога, највећа глобална промена у коришћењу земљишта као резултат индустријске револуције, била је експанзија пашњака.

### Људска популација
Након индустријске револуције, људска популација је доживела брз пораст. Густина људске популације у одређеним антромима почела је да се мења, померајући се из руралних средина у градска насеља, где је густина насељености била много већа. Ове промене у густини насељености између области промениле су глобалне обрасце појаве антрома, а такође су имале широко распрострањене ефекте на различите екосистеме. Половина Земљине популације сада живи у градовима, а већина људи живи у урбаним антромима, а неке популације живе у мањим градовима и насељима. Тренутно се очекује да ће људска популација расти најмање до средине века, а очекује се да ће трансформација Земљиних антрома пратити овај раст.

### Садашње стање антропогене биосфере
Садашње стање земаљске биосфере је претежно антропогено. Више од половине копнене биосфере остаје неискоришћено директно за пољопривреду или урбана насеља, а од ових преосталих неискоришћених земљишта, мање од половине су дивље земље. Већина Земљиног неискоришћеног земљишта је сада у оквиру пољопривредних и насељених предела полуприродних, пашњачких, обрадивих и сеоских антрома.

### Главни антроми
Антроми обухватају густа насеља (урбана и мешовита насеља), села, обрадиве површине, пашњаке и полу-природна земљишта и мапирани су глобално користећи два различита система класификације, видљива на Гугл мапама и Guugle Earth. Тренутно постоји 18 антропогених биома, од којих су најистакнутији наведени у наставку.

#### Густа насеља
Густа насеља су други најгушће насељени регион на свету. Они су дефинисани као подручја са великом густином насељености, иако густина може бити променљива. Густина насељености, међутим, никада не пада испод 100 особа/км, чак ни у неурбаним деловима густих насеља, и сугерисано је да се ова подручја састоје и од ивица великих градова у неразвијеним нацијама, и од дугог мали градови широм западне Европе и Азије. Густа насеља најчешће мислимо на градове, али густа насеља могу бити и предграђа, градови и рурална насеља са високом али фрагментираном популацијом.

#### Обрадиве земље
Обрадиве земље су још један велики антром широм света. Пољопривредна земљишта обухватају већину обрадивих површина у свету, као и око четвртине глобалног дрвећа. Пољопривредна земљишта која се локално наводњавају имају највећу густину људске популације,вероватно због чињенице да усевима обезбеђују стално снабдевање водом. Ово чини време жетве и опстанак усева предвидљивијим. Пољопривредна земљишта која се одржавају углавном од локалних падавина су најобимнији од насељених антрома, са годишњим падавинама близу 1000 мм у одређеним деловима света. У овим областима постоји довољно воде коју обезбеђује клима да подржи све аспекте живота без готово икаквог наводњавања. Међутим, у сушним областима овај начин пољопривреде не би био толико продуктиван.

#### Пашњаци
Планине су веома широка антропогена група биома која је описана према три нивоа густине насељености: стамбени, насељени и удаљени. Резиденцијални пашњачки антром има две кључне карактеристике: његова густина насељености никада није испод 10 особа по квадратном километру, а значајан део његове површине се користи за пашњаке. Пашњаци у пашњацима су најдоминантнији покривач земљишта. Гола земља је значајна у овом антрому, покривајући скоро једну трећину земље на сваки квадратни километар. Антроми планинског подручја су мање измењени од обрадивих површина, али њихова промена има тенденцију да се повећава са популацијом. Домаћа стока на испаши је типично прилагођена травњацима и саванама, тако да су промене ових биома мање приметне.

#### Шуме
Шумским антромима доминира покривач дрвећа, и они имају велике количине падавина и минималну популацију људи, где је густина насељености обично мања од 3 особе/км². Већина насељених шума делује као понор угљеника због недостатка људске активности. Без штетних емисија које се ослобађају у шумама услед људске активности, вегетација је у стању да искористи угљен-диоксид у атмосфери и делује као судопер. Удаљене шуме се мало разликују од насељених шума јер је већина вегетације у овим шумама посечена за исхрану људи. Шуме се генерално крче да би се одржала знатна популација домаће стоке и да би се користила дрвна грађа.

#### Затворено
Веома мали број биолога је проучавао еволуционе процесе на раду у затвореном окружењу. Процене обима стамбених и пословних зграда крећу се између 1,3% и 6% глобалне површине земље без леда. Ово подручје је исто тако пространо као и други мали биоми као што су поплављене травнате површине и тропске четинарске шуме. Унутрашњи биом се брзо шири, док се шумски антроми смањују. Унутрашњи биом Менхетна је скоро три пута већи, у смислу површине, као и географско подручје самог острва, због зграда које се уздижу уместо да се шире. Хиљаде врста живе у затвореном биому, многе од њих преференцијално или чак обавезно. Једина акција коју људи предузимају да би променили еволуцију унутрашњег биома је пракса чишћења. Поље биома у затвореном простору наставиће да се мења све док се наша култура буде мењала.

#### Водени
Управљани водени биоми или водени антроми су ретко проучавани као такви. Они се крећу од рибњака, морских шкампа и бентоских фарми до великих површина земље као што су делови мочвара Гвадалкивир у Андалузији, Шпанија.

### Импликације антропогене биосфере
Људи су фундаментално променили глобалне обрасце биодиверзитета и процеса екосистема. Више није могуће објаснити или предвидети еколошке обрасце или процесе широм Земље без разматрања људске улоге. Људска друштва су почела да трансформишу копнену екологију пре више од 50 000 година, и представљени су еволуциони докази који показују да су крајњи узроци људске трансформације биосфере друштвени и културни, а не биолошки, хемијски или физички. Антропогени биоми нуде нови пут напред признавањем људског утицаја на глобалне екосистеме и померањем нас ка моделима и истраживањима земаљске биосфере која интегришу људске и еколошке системе.

### Изазови са којима се суочава биодиверзитет у антропогеној биосфери

#### Изумирања
Током 20. века, обим антрома и интензитет коришћења земљишта брзо су расли заједно са растућом људском популацијом, остављајући дивља подручја без људске популације или коришћења земљишта у мање од једне четвртине земаљске биосфере. Ова масивна трансформација Земљиних екосистема за људску употребу догодила се са повећаном стопом изумирања врста. Људи директно изазивају изумирање врста, посебно мегафауне, смањењем, фрагментацијом и трансформацијом аутохтоних станишта и прекомерним искоришћавањем појединачних врста. Тренутне стопе изумирања увелико варирају у зависности од таксона, при чему су посебно угрожени сисари, гмизавци и водоземци; међутим, све је више доказа да одрживе популације многих, ако не и већине домаћих таксона, посебно биљака, могу бити одрживе унутар антрома. Са изузетком посебно рањивих таксона, већина аутохтоних врста може бити способна да одржи одрживе популације у антромима.

#### Конзервација
Антроми представљају алтернативни поглед на копнену биосферу карактеришући разноврсност глобалних еколошких образаца земљишног покривача створених и одржаваних густином људске популације и коришћењем земљишта, док такође укључују њихове односе са биотичким заједницама. Биоми и екорегиони су ограничени по томе што смањују људске утицаје, а све већи број биолога заштите тврди да се очување биодиверзитета мора проширити на станишта која су директно обликовали људи. У оквиру антрома, укључујући густо насељене антроме, људи ретко користе сву расположиву земљу. Као резултат тога, антроми су генерално мозаици јако коришћених земљишта и мање интензивно коришћених земљишта. Заштићена подручја и жаришта биодиверзитета нису подједнако распоређени по антромима. Мање насељени антроми садрже већи удео заштићених подручја. Док је заштићено 23,4% удаљеног шумског антрома, заштићено је само 2,3% наводњаваног сеоског антрома. Све је више доказа који сугеришу да очување биодиверзитета може бити ефикасно иу густо и ретко насељеним антромима. Дељење земљишта и очување земљишта се све више виде као стратегије очувања.

## Спољашње везe
- Putting the "Me" in Biome: Educational Resource at National Geographic[мртва веза]
- Anthropogenic Biomes at NASA
- Anthropogenic Biomes project web site (with maps, educational materials, downloadable data)